# Нумізматичні скарби Києво-Печерської лаври
Києво-Печерська лавра — одна з найбільших православних святинь України, важливий міжнародний центр від давніх часів до сьогодення. Її історія завжди була і залишається під пильним поглядом науковців.
Проте найзагадковіший її аспект — монетні скарби та поодинокі монети: частини ритуальних поховань, або результати давнього звичаю класти монету у стіну споруди, що будується — лише нещодавно привернули на себе увагу дослідників. Стаття присвячена одному з маловивчених аспектів історії монастиря — нумізматичним знахідкам, які повідомляють важливі дані про повсякденне життя та торговельні зв'язки певного періоду.
Масштабні археологічні дослідження Києво-Печерської лаври та навколишньої території в останніх десятиліттях XX — початку XXI ст. значно розширили джерельну базу київської археології. Серед отриманих результатів виділяються знахідки, виявлені під час дослідження головних споруд Печерського монастиря — Успенського собору кінця XI ст. та колишньої монастирської трапезної початку XII ст.
Під час археологічних досліджень Успенського собору, що здійснювалися впродовж 1998—2000 рр. у зв'язку з проектувальними та будівельними заходами по відтворенню храму [1], було виявлено низку об'єктів та зібрано цікаву колекцію середньовічних монет. Серед нумізматичного матеріалу, що складався з близько двох десятків монет, особливу увагу привертають знахідки XIV — XV ст. Найдавнішою монетою з цього періоду є срібна монета Володимира Ольгердовича.
Знайдено її було у 1998 р. під час досліджень поховального комплексу з п'яти саркофагів, виявленому у південній частині давньоруського нартексу собору [2]. Монету знайдено в районі південно-східного кута саркофага № 4, на 6-7 см вище його нижньої плити. Знахідка належить до монет так званого І типу, яких на сьогодні відомо лише 18 екземплярів: 17 з них було знайдено разом у борщівському скарбі. Монети І типу досить малі, вагою 0,17 — 0,22 г і діаметром 8 — 10 мм. Зовні вони вельми поверхово копіюють дирхем ординського хана Джанібека І, карбований у Гюлістані в 1351—1352 рр. .
Зважаючи на характер саркофага, цю знахідку навряд чи можна вважати випадковою домішкою. Можливо, її варто розглядати як частину ритуалу поховання. Це дозволяє припускати зв'язок поховальних споруд, виявлених у нартексі Успенського собору, з часом правління княжого роду Олельковичів, кілька представників якого були поховані в Успенському соборі [5].
Ще однією цікавою знахідкою Успенського собору є празький гріш Вацлава IV вагою 2,67 г і діаметром 27 мм (Додаток 3). Гріш знайдено у шарі будівельного сміття в шурфі № 11. Монета досить стерта, певно, тривалий час перебувала в обігу. Та все ж, на гроші фіксуються деталі, характерні для III (останньої) групи карбування монет Вацлава IV. Літери внутрішньої легенди аверсу більше 3 мм, корона заходить за обвідний круг. У лева лапи з довгими гострими пазурами, які заходять за обвідний круг. Писемні та археологічні джерела свідчать, що празькі гроші, викарбувані на початку XV ст., були чи не найуживанішою монетою як у дрібних повсякденних платежах, так й у великих грошових операціях.
Отже, така монета могла потрапити до Успенського обору впродовж усього XV ст., можливо, у зв'язку з ремонтними роботами 1470 р.
Окреме місце серед лаврських знахідок займають монети, виявлені в районі давньоруської трапезної Києво-Печерської лаври, яка за даними археологічних розкопок знаходилася на південний захід від Успенського собору [3]. Одну з них знайдено у мішаному ґрунті в районі північно-західної пілястри споруди. Йдеться про київську монету Володимира Ольгердовича типу «князівський знак» — «IS», вагою 0,45г. Монета доброї збереженості, «IS» — у крапковому обідку, навкруги від князівського знаку — по зірочці з двома крапками. Подібні монети перебували в обігу до середини 90-х рр. XIV ст.
З ділянки західного фасаду (південно-західної пілястри) походить також празький гріш Вацлава IV. Монета задовільної збереженості вагою 2,45 г, діаметром 26 мм. На аверсі корона заходить за обвідне коло. Легенди внутрішнього кола аверсу більше 4 мм, літера «S» у дзеркальному зображенні. На реверсі — зображення лева з великими лапами з довгими гострими пазурами, які досягають обвідного кола, що дозволяє датувати карбування монети часом після 1407 р.
Ще одна монета, срібне акче Кримського ханства, карбована у 1494/1495 рр. за Менглі-Гірея була знайдена 1985 р. в господарчій ямі, дно якої знаходилось на частково збереженій кладці плінфи східної стіни давньоруської трапезної Києво-Печерської лаври. Знайдена монета може бути орієнтиром у датуванні часу руйнування монастирської трапезної, питання про долю якої після монгольської навали 1240 р., точну дату її остаточного знищення і повного розбору споруди поки що залишається відкритим.
Отже, знайдені у 1998—2000 рр. монети є чудовою ілюстрацією політичних, економічних та культурних процесів у Києві та Київській землі у XIV—XV ст. Як і в інших районах Києва [4] монетні знахідки представлені здебільшого трьома основними групами знахідок: місцевими київськими монетами Володимира Ольгердовича, празькими грошами чеських королів Вацлава IV та Венцеслава I та литовськими денаріями Вітовта. Хоча серед карбованого матеріалу скарбу й окремих знахідок фіксуються й інші групи монет: гірейські, татарські золотоординські, угорські Людовіга I та навіть галицько-руська Владислава Ягайла [6].
Таким чином, нумізматичні джерела з території Києво-Печерської лаври, що у всі століття залишалася важливим міжнародним центром, є дзеркалом економічного життя та торговельних зв'язків монастиря. Значна різноманітність нумізматичного матеріалу XIV—XV ст. може пояснюватися великою кількістю відвідувачів (прочан) із різних регіонів Європи та активною будівельною діяльністю на території монастиря.